# Jenna Clause
Jenna Clause és una actriu canadenca cayuga coneguda per interpretar a Martha Blackburn al drama estatunidenc The Wilds.
Clause va néixer a Buffalo, Nova York i es va criar al sud d'Ontario. És membre de la nació Cayuga del poble Haudenosaune de la reserva Six Nations of the Grand River, prop de Brantford, Ontario. Va prendre classes d'actuació a l'Escola d'Art Dramàtic i a l'Escola de Drama d'Imaginació a Niagara Falls, Ontario.
Clause va aparéixer a les petites produccions You're It i The Furies Inside Me abans de ser elegida com el personatge ojibwe Martha Blackburn a The Wilds. En una entrevista a The Advocate, Clause va parlar d'actuar en un programa que presentava personatges indígenes i representava una cultura diferent de la seua, afirmant: "va ser tan important per a mi fer-ho tot correctament". L'episodi del seu personatge va ser dirigit per la cineasta navajo Sydney Freeland.